# Choreborogas minutus
Choreborogas minutus är en stekelart som beskrevs av Van Achterberg 1995. Choreborogas minutus ingår i släktet Choreborogas och familjen bracksteklar. Inga underarter finns listade i Catalogue of Life.